# K2-229 b
K2-229 b (precedentemente designato EPIC 228801451.01) è un esopianeta estremamente caldo, solido e ricco di ferro orbitante intorno alla stella nana attiva di classe K K2-229, nella costellazione della Vergine, a 340 al di distanza dalla Terra. Il pianeta è stato scoperto per la prima volta nel 2018 da astronomi dell'Università di Warwick, dell'Università di Aix-Marsiglia e dell'Universidade de Porto, utilizzando il telescopio spaziale Kepler e la tecnica di Spettroscopia Doppler. K2-229 b è stato ulteriormente studiato utilizzando lo spettrografo HARPS installato sul telescopio di 3,6 metri dell'ESO presso l'osservatorio di La Silla in Cile. Nonostante abbia dimensioni di quasi il 20% superiori a quelle della Terra, K2-229 b è oltre 2,5 volte più massiccio, il che implica una costituzione caratterizzata da un notevole nucleo ferroso, molto simile a Mercurio, tanto da essere indicato come un suo grande analogo.

## Caratteristiche

### Massa, raggio e temperatura
K2-229b è un pianeta di dimensioni relativamente terrestri, identificato per la prima volta usando il metodo del transito, in cui un pianeta passa davanti alla sua stella ospite e blocca una piccola frazione della sua luce. Quando il pianeta è stato scoperto per la prima volta, era noto solo il suo raggio, calcolato in 1,165 R⊕, circa il 16,5% più grande della Terra. Un pianeta di queste dimensioni è molto probabilmente roccioso con una superficie solida, come la Terra. Tuttavia, le misurazioni della velocità radiale utilizzando lo spettrografo HARPS hanno rivelato che K2-229b era molto più denso e massiccio di quanto inizialmente previsto. Il pianeta ha una massa di 2,59 M⊕ e una densità estremamente elevata di circa 8,9 g/cm³, il che gli conferisce all'incirca il 91% in più di gravità superficiale rispetto alla Terra. La massa e la densità insolitamente elevate di K2-229b indicano una composizione simile a Mercurio caratterizzata da un nucleo ferroso che occupa circa il 70% della massa totale del pianeta.
Grazie alla sua orbita estremamente stretta, K2-229 b è uno dei pianeti più caldi mai trovati. Ha una temperatura di equilibrio di 1690 °C  (1960 K), abbastanza calda da fondere il ferro. Il lato del giorno ha una temperatura anche superiore a 2.060 °C  (2330 K).

### Orbita e rotazione
K2-229 b ha uno dei periodi orbitali più brevi conosciuti, poiché compie un'orbita completa in 0,584 giorni (14 ore). Il pianeta orbita intorno alla sua stella ospite ad una distanza di 0,012888 UA, quasi 100 volte più vicino della Terra rispetto al Sole. Per confronto, il pianeta più interno del nostro Sistema Solare, Mercurio, impiega 88 giorni per orbitare a 0,39 UA. K2-229 b ha un'eccentricità orbitale pari a 0 ed è molto probabilmente in rotazione sincrona con la sua stella ospite.

### Stella di appartenenza
Il pianeta orbita intorno alla stella nana arancione K2-229, che possiede circa il 79% del raggio e l'84% della massa del Sole, con una temperatura di 5185 Kelvin e un'età di circa 5,4 miliardi di anni.  Per confronto, il Sole ha una temperatura di 5778 K ed ha 4,5 miliardi di anni. K2-229 ha una magnitudine apparente di 10,985, troppo debole per essere vista ad occhio nudo. La stella è nota per essere estremamente attiva.
Nel 2021 sono stati confermati 2 ulteriori pianeti orbitanti la stella.

### Costituzione
Si suppone che la struttura estremamente densa di K2-229b sia dovuta al fatto che gli strati esterni del pianeta sono stati strappati a seguito di un grande impatto, analogamente a quanto si suppone avvenne per Mercurio miliardi di anni fa. Un'altra ipotesi proposta dai ricercatori suppone la formazione di K2-229b in una zona interna del disco protoplanetario di origine con una bassa concentrazione di silicati, oppure a seguito dell'evaporazione del suo mantello a causa del forte irraggiamento da parte della stella dovuto alla estrema vicinanza del pianeta.